# Теллькамп, Уве
Уве Теллькамп (нем. Uwe Tellkamp; 28 октября 1968, Дрезден) — немецкий писатель и врач.
По словам Теллькампа, он открыл для себя своё призвание быть писателем 16 октября 1985 года в 15:30. В тот день он увидел красоту красных роз в своем саду и почувствовал желание выразить этот образ в стихах. Стихи у него не получились, но через час он всё же написал свой первый текст прозой. Впервые Теллькампа опубликовался в журнале Eulenspiegel в 1987 году, а как писатель он впервые появился на публике в 1992 году в Дрездене.
Теллькамп женат, имеет сына и дочь. Временно жил в Мюнхене, Карлсруэ и Фрайбурге-им-Брайсгау. С 2009 года живет в элитном дрезденском районе Вайсер-Хирш.
В 2008 году Теллькамп был удостоен Немецкой книжной премии за социальный роман «Der Turm» (Башня), в котором рассказывается о жизни в Восточной Германии 80-х годов. В своем романе Уве описывает семь лет до падения Берлинской стены (период с 4 декабря 1982 года по 9 ноября 1989 года). Описывая жизнь представителей трех поколений людей из интеллигентной образованной среды среднего класса Дрездена, Уве Теллькамп создает монументальную панораму упадка ГДР. Он с юмором комментирует упадок социальной системы в стране, для существования которой образованные граждане фактически не нужны.
В 2017 году Теллькамп подписал «хартию 2017 года», критикуя остракизм «новых правых» издателей на Лейпцигской книжной ярмарке. В марте 2018 года Уве подписал «Совместное заявление 2018» («Gemeinsame Erklärung 2018»), в котором вместе с другими писателями заявил: «Мы с растущим недовольством наблюдаем ущерб, нанесенный Германии нелегальной массовой иммиграцией. Мы заявляем о нашей солидарности с теми, кто мирно объединяется для восстановления конституционного строя на границах нашей страны».

## Награды и премии
- 2002: Поэтическая премия Мерано
- 2002: Саксонская стипендия по литературе
- 2003: Австрийская литературная премия Кристины Лавант
- 2004: Дрезденская поэтическая премия
- 2004: Премия Ингеборга Бахмана
- 2008: Премия Уве Йонсона
- 2008: Немецкая книжная премия
- 2009: Литературная премия Фонда Конрада Аденауэра
- 2009: Немецкая национальная премия
- 2017: Приз немецких масонов в области культуры

## Публикации
Самыми известными художественными произведениями автора являются:
- Der Hecht, die Träume und das Portugiesische Café (2000)
- Der Eisvogel (2005)
- Der Turm. Geschichte aus einem versunkenen Land (2008)
- Die Schwebebahn: Dresdner Erkundungen (2010)
- Die Carus-Sachen (2017)
- Das Atelier. Erzählung (2020)